# Worf
Worf (wo'rIv en klingon) est un personnage de l'univers de Star Trek. Il est l'un des personnages principaux des sept saisons de Star Trek : La Nouvelle Génération avant de rejoindre les protagonistes de Star Trek: Deep Space Nine à partir de la quatrième saison de cette autre série. Il apparaît également dans les quatre derniers longs métrages tirés de l'œuvre de Gene Roddenberry. C'est l'acteur américain Michael Dorn qui lui prête ses traits. Avec une apparition dans 244 épisodes, Worf est le personnage le plus récurrent de toute la franchise Star Trek, devant Miles O'Brien.

## Biographie
- Si vous ne connaissez pas le sujet, laissez ce bandeau (vous pouvez alors contacter les auteurs).
- Si vous supprimez le contenu mis en cause (vous pouvez préalablement contacter les auteurs),

argumentez précisément cette suppression dans la page de discussion
(un manque de référence n'est pas un argument ; une recherche réelle de référence doit avoir été effectuée, être formellement documentée).
 (décembre 2024).
Worf est un Klingon né sur Qo'noS (planète-mère de l’Empire) en 2340. Son enfance est marquée par la disparition brutale de son père Mogh (membre influent du Haut Conseil Klingon) et de sa mère lors du massacre de Khitomer perpétré par les Romuliens en 2346. Recueilli par Sergey et Helena Rozhenko, il conserve son prénom auquel ses parents adoptifs terriens associent toutefois leur patronyme. En tant que citoyen de la Fédération des planètes unies, l'adolescent s’appelle donc officiellement Worf Rozhenko. Tout d’abord installé sur la colonie agraire de Gault, il gagne la Terre en 2353 après avoir accidentellement causé la mort d’un de ses camarades lors d’une partie de football. Le jeune Klingon veille par la suite à garder une certaine réserve dans les jeux qu’il partage notamment avec Nikolai Rozhenko, son frère d’adoption (il ignore alors qu’il possède également un frère biologique, Kurn, trop jeune pour s’être trouvé sur Khitomer en 2346 et élevé par des amis de Mogh sur Qo’noS). Parce que son entourage familial a toujours veillé à ce qu’il garde le contact avec son peuple d’origine (allant jusqu’à lui permettre de voyager au sein de l’Empire), Worf étudie par ailleurs les coutumes et traditions klingonnes qu’il respecte autant que possible.
Lorsqu’il entre à l’Académie de Starfleet en 2357, il entend d’ailleurs y acquérir une formation qui ne l’empêchera pas de se considérer foncièrement comme un guerrier dans la plus pure idéologie klingonne. Cette double éducation lui vaut quelques déboires rapidement compensés par des qualités qui lui permettent d’être promu officier quatre ans plus tard (avec le grade de sous-lieutenant). Il devient le premier Klingon se voyant confier un tel poste au sein de la flotte et sert notamment à bord du Hawk avant de recevoir en 2364 son affectation sur l’Enterprise-D. Il y partage tout d'abord le rôle de contrôleur de vol avec Geordi La Forge. Avant la fin de l’année 2364, la disparition de Tasha Yar fait cependant de lui le nouveau chef de la sécurité du vaisseau en même temps qu’il se voit promu au grade de lieutenant. Il remplit ces fonctions capitales avec une efficacité d’autant plus grande que son sens de l’honneur lui interdit tout agissement contraire à la loyauté envers autrui, tandis que ses dispositions naturelles le poussent à rechercher les actions glorieuses (sans pour autant le pousser à s’exposer inutilement). En dehors de la brève période au cours de laquelle il quitte l’Enterprise afin de s’engager aux côtés de son frère Kurn et du chancelier Gowron dans la guerre civile klingonne qui éclate entre 2367 et 2368, Worf sert donc en tant qu’officier de Starfleet et devient lieutenant commandeur peu avant la destruction du vaisseau commandé par Jean-Luc Picard en 2371.
Sur le plan sentimental, le Klingon est tout d'abord profondément épris de K'Ehleyr (dont le père seul est originaire de Qo'noS alors que sa mère est Humaine) lorsqu’il n’est encore qu’un simple cadet de l’Académie de Starfleet en 2359. Il la revoit six ans plus tard à bord de l’Enterprise-D et il est à deux doigts de l’épouser. Même si ce mariage n’a finalement pas lieu, ces touchantes retrouvailles ont pour résultat la conception d’un enfant. Ce dernier, qui porte le nom d'Alexander Rozhenko, naît en 2366 (à l'insu de Worf qui adopte la même année, mais comme frère de sang, le petit Jeremy Aster, dont la mère Marla est morte sous ses ordres, selon le rite appelé « R'uustai »). K'Ehleyr ne présente cependant Alexander à son père qu’un an plus tard, peu avant d'être assassinée par Duras. Le Klingon de Starfleet use alors du droit de vengeance que lui confère la législation de sa planète natale et il abat le meurtrier de celle qu’il aimait.
En 2369, Worf tombe sous le charme de Ba’el (née quant à elle de l’union d’un officier Romulien, Tokath, et d’une Klingonne nommée Gi’ral) dans un camp de prisonniers installé de longue date par les forces de Romulus au cœur du système de Carraya. Sa nouvelle compagne, qui craint la réaction du monde extérieur à son égard, décide néanmoins en dernier recours de ne pas le suivre hors de la « prison » où elle est née. 
Le chef de la sécurité de l’Enterprise-D fait ensuite la conquête de Deanna Troi, à laquelle il s’est vu marié dans une réalité parallèle au début de l’année 2370 (une union dont une fillette de deux ans prénommée Shannara était supposée représenter le plus beau fruit...) tandis que la conseillère a vécu quant à elle une expérience empathique au cours de laquelle elle se précipitait tout naturellement dans les bras du Klingon. Il en résulte une idylle qui semble toutefois s’interrompre en 2371 lorsque Worf quitte temporairement la flotte après la perte de son vaisseau sur Véridian III.
Au terme de sa rupture avec Starfleet (et avec Deanna Troi), qui l’a conduit à accomplir une nouvelle retraite au monastère klingon de Boreth, Worf accepte en 2372 de se rendre sur la station Deep Space Nine afin de mieux comprendre le déploiement de forces amorcé par l’Empire dont il est issu. Lorsqu’il s’avère que les troupes réunies par le chancelier Gowron sous le commandement du général Martok s’apprêtent à envahir l’espace cardassien, Worf est à la fois sollicité par l’armée impériale et par la Flotte de la Fédération des planètes unies. Il choisit finalement le camp dans lequel il a servi des années durant et accepte de reprendre du service, devenant chef des opérations stratégiques sur DS9 tout en s’y essayant au rôle de médiateur entre Starfleet et les Klingons (qu’il se refuse à considérer comme ses ennemis véritables) ou en prenant les commandes du Defiant (rattaché à la station) en sa qualité d'officier en second du vaisseau.
En 2373, il est ainsi impliqué à bord de ce petit bâtiment dans l’attaque menée contre les Borgs qui menacent la Terre. Téléporté à bord du tout nouvel Enterprise-E, le klingon assiste le capitaine Picard dans sa lutte contre les drones qui ont envahi le vaisseau, ont entrepris d’assimiler son équipage et menacent en outre d’altérer le passé de la Fédération de façon irrémédiable.
Son affectation sur Deep Space Nine permet également à Worf de croiser de nouveaux visages. S’il n’est pas insensible à la sensualité brutale de Lady Grilka, dirigeante de l’ancienne Maison Klingonne de Kozak amenée à rendre visite à son ex-époux Quark en 2373, il succombe ainsi à son attirance pour la Trill Jadzia Dax. Leur mariage, célébré l’année suivante, ne dure cependant pas plus de quelques mois puisque la jeune épouse (qui se préparait à donner un enfant à son couple) est bientôt attaquée par Gul Dukat, alors sous l’emprise d’un Pah-wraith. Seul son symbiote survit à affrontement pour se voir confié à une autre Trill prénommée Ezri. Après ce drame et malgré un regain de tendresse alors que les deux officiers ont été capturés ensemble par les Breens au cours de l’année 2375, le Klingon de Starfleet ne parviendra toutefois jamais à retrouver en Ezri Dax ce qu’il aimait en Jadzia.
Toujours en 2375, Worf (qui a quitté DS9 afin d'établir un périmètre de sécurité contre le Dominion dans le secteur 441) retrouve une nouvelle fois ses anciens coéquipiers à bord de l’Enterprise E et les accompagne sur Ba'ku. Il se trouve alors impliqué dans la crise qui agite cette planète, source d’une éternelle jeunesse convoitée par les puissants Son'a et par quelques dirigeants peu scrupuleux de Starfleet.
Le lieutenant commandeur Worf rejoint ensuite la station sur laquelle il est basé, son rôle dans le conflit qui oppose la Fédération au Dominion s'avérant capital puisqu’il conditionne très largement les relations entre la flotte et l’Empire Klingon. Lorsque cette dernière grande puissance redevient l’alliée de Starfleet, le fils de Mogh se partage en effet entre ses compatriotes et ses collègues officiers, servant les uns et les autres avec le courage et le sens de l’honneur qui le caractérisent jusqu’à la victoire finale sur les Fondateurs (ou Founders). Au terme du conflit contre le Dominion (dans lequel son propre fils Alexander s'est impliqué aux côtés des Klingons), Worf est en outre amené à discuter les ordres du chancelier Gowron qu’il finit par défier et par mettre à mort lors d’un combat singulier. Il refuse néanmoins d’endosser la charge de celui qu’il vient de tuer et l’offre à Martok qui dirige dès lors l’Empire Klingon. Lorsque les hostilités cessent à la fin de l'année 2375, le fils de Mogh se voit invité à représenter la Fédération sur Qo'noS et entame donc une carrière diplomatique.
Ces nouvelles fonctions ne l'empêchent nullement d'assister en 2379 au mariage de William T. Riker (qui vient d'être promu capitaine du Titan) avec Deanna Troi (laquelle a été nommée conseillère à bord du même bâtiment). En route pour Betazed (où doit se dérouler la seconde partie des festivités) à bord de l’Enterprise-E, Worf est amené à combattre Shinzon aux côtés des Romuliens qui refusent d'obéir à ce dernier et il reconnaît au terme de cet affrontement que ses anciens adversaires se sont comportés de façon honorable.

## Informations non canoniques
- Si vous ne connaissez pas le sujet, laissez ce bandeau (vous pouvez alors contacter les auteurs).
- Si vous supprimez le contenu mis en cause (vous pouvez préalablement contacter les auteurs),

argumentez précisément cette suppression dans la page de discussion
(un manque de référence n'est pas un argument ; une recherche réelle de référence doit avoir été effectuée, être formellement documentée).
C'est de son grand-père paternel, le colonel Worf (lequel a notamment plaidé lors du procès de James T. Kirk et de Leonard McCoy devant un tribunal impérial en 2293), que le premier Klingon de Starfleet tient son nom [cette parenté est clairement établie dans le roman The Art of the Impossible écrit par Keith R.A. DeCandido].
La mère de Worf, Kassin, était une experte de la technique de combat klingonne appelée mok'bara. À l'âge de six ans, peu avant de se rendre avec eux sur Khitomer, le fils aîné de Mogh et Kassin était d'ailleurs lui-même très adroit dans le maniement de l'arme traditionnelle répondant au nom de bat'leth.
On sait de source officielle que Worf a survécu au massacre de Khitomer en compagnie de sa nourrice Khalest avant d'être pris en charge par Sergey Rozhenko (l’Intrepid, à bord duquel il servait, ayant répondu le premier à l'appel au secours des Klingons rescapés). On sait moins en revanche que l'officier de Starfleet a convaincu son épouse Helena d'adopter le petit Klingon en lui expliquant que la vie de celui-ci était menacée s'il restait plus longtemps au sein de l'Empire [cette précision est également fournie par le roman The Art of the Impossible]. 
Lorsque les Rozhenko quittent la colonie agraire de Gault pour la Terre, ils s'établissent en Biélorussie près de Minsk. En 2357, leurs deux fils Nikolai et Worf entrent ensemble à l'Académie de Starfleet où ils ne tardent pas à former un groupe de travail avec le Brikar Zak Kebron, les Humains Mark McHenry et Tania Tobias ainsi qu'une Vulcaine du nom de Soleta. Croyant partir en mission pour la station spatiale Prometheus, les six cadets vivent en fait une simulation au sein d'un holodeck mais Nikolai Rozhenko en sort si éprouvé qu'il décide de renoncer à intégrer la flotte. Il quitte alors l'Académie et retourne auprès de ses parents [les évènements correspondants sont racontés de façon détaillée dans le roman de Peter David Starfleet Academy # 1 : Worf's First Adventure, traduit en France sous le titre Star Trek : Starfleet Académie - La première aventure de Worf].
Quelques mois plus tard, l'équipe de cadets dont fait partie Worf se rend sur Dantar IV (une colonie coadministrée par les Humains et par les Klingons). C'est là que l'élève officier de Starfleet rencontre K'Ehleyr vers laquelle il se sent immédiatement attiré [ainsi que le rapporte le roman de Peter David Starfleet Academy # 2 : Line of Fire, traduit en France sous le titre Star Trek : Starfleet Académie 2 - Baptême du feu].
Après avoir aidé les colons à échapper à leurs agresseurs brikars, Worf parvient à convaincre les Klingons de ne pas arrêter le cadet Zak Ebron pour la simple raison qu'il appartient à ce peuple (dont les jeunes gens apprennent à cette occasion qu'il vient de déclarer la guerre à la Fédération). Il doit ensuite se séparer de K'Ehleyr et ignorant tout de ce que l'avenir leur réserve à tous deux, il la prévient qu'ils ont peu de chance de se revoir un jour [la conclusion de cette première rencontre figure dans le roman de Peter David Starfleet Academy # 3 : Survival, traduit en France sous le titre Star Trek : Starfleet Académie 3 - Mission de survie]. 
Si Worf sert à bord du Hawk à sa sortie de l'Académie, il semble qu'il ne tarde pas à être transféré sur l’Aldrin où il retrouve ses anciennes condisciples Tania Tobias et Soleta. En 2363, il participe avec d'autres officiers du même vaisseau à une mission sur la planète Kalendra Minor. Il s'y trouve confronté aux Romuliens pour la première fois depuis l'attaque de Khitomer [cette affectation est évoquée au travers du personnage de Soleta dans la nouvelle Revelation écrite par Keith R.A. DeCandido pour l'anthologie Star Trek : New Frontier - No Limits].
Avant de devenir ambassadeur au terme de la guerre contre le Dominion en 2375, Worf soutient Martok lorsque celui-ci s'efforce d'asseoir sa position à la tête de l'Empire. Il l'aide ainsi à déjouer le coup d'État fomenté par les Klingons Morjod et Gothmara, l'intervention d'Ezri Dax permettant finalement au nouveau chancelier d'entrer en possession de la légendaire épée de Kahless et d'affirmer du même coup sa légitimité [The Left Hand of Destiny, Book One & Two par J.G. Herzler et Jeffrey Lang]. 
Les premiers pas de l'ancien officier klingon de Starfleet en tant que diplomate le conduisent sur taD, une planète recouverte de glace dont les autochtones souhaitent rejoindre la Fédération après s'être émancipés des Klingons qui y avaient installé une colonie [Keith R.A. DeCandido : Diplomatic Implausibility].
En 2376, lorsque ceux qui se présentent comme les anciens Iconiens décident d'ouvrir d'un coup l'ensemble des portails installés 200 000 ans auparavant dans toute la galaxie (au risque de déstabiliser cette dernière), Worf accepte d'aider le capitaine Jean-Luc Picard à venir à bout de cette crise majeure et renoue en outre à cette occasion avec l'équipage du Defiant [entamé dans Star Trek: Gateways - Doors into Chaos, un roman écrit par Robert Greenberger, ce récit se poursuit dans la nouvelle du même auteur intitulée The Other Side et publiée dans le recueil Star Trek : Gateways - What Lay Beyhond].
Au cours de la même année, il est envoyé par la Fédération sur Khitomer afin d'asister à une conférence réunissant les principales puissances des quadrants Alpha et Bêta. Il fait route vers cette planète en compagnie de l'ambassadeur vulcain Spock et aide celui-ci à vaincre l'esprit du tyran Malkus qui tente de le contrôler par l'intermédiaire de l'un de ses derniers artefacts [Keith R.A. DeCandido : The Brave and The Bold, Book Two].
Sur les recommandations du chancelier Martok, Worf est bientôt intronisé au sein de l'Ordre du Bat'leth [Keith R.A. DeCandido : Star Trek : IKS Gorkon - A Good Day to Die] et intervient au nom du même Ordre auprès des habitants de la planète San-Tarah [Keith R.A. DeCandido : Star Trek : IKS Gorkon - Honor Bound] peu avant d'assister aux festivités organisées afin de célébrer l'adhésion officielle de Bajor à la Fédération [S.D. Perry : Star Trek: Deep Space Nine - Unity].
En 2377, il est placé à la tête d'un détachement klingon chargé d'assister Starfleet dans l'évacuation d'un certain nombre de planètes qui s'apprêtent à subir l'effet Genesis. Sa mission sur Aluwna s'avérant plus complexe que prévu, le Klingon délègue temporairement ses fonctions diplomatiques en les confiant à son fils Alexander, lequel s'acquitte fort honorablement de la tâche qui lui est confiée [The Genesis Wave, Book One, Two & Three par John Vorholt].
En 2379, Worf est confronté à la crise opposant la planète Tezwa à l'Empire Kingon. Il est alors mandaté par Koll Azernal, chef d'état-major du président Min Zife, afin de convaincre Martok de différer tout acte belliqueux jusqu'à l'intervention de l’Enterprise E. L'opération qui suit contraint cependant l'ancien officier de la Flotte à s'emparer de données impériales auxquelles il n'est pas censé avoir accès et si rien ne trahit officiellement ce geste, Worf s'attire l'inimitié de plusieurs membres du Haut Conseil parmi lesquels le redoutable Kopek [Star Trek : A Time to... Kill par David Mack]. 
Peu après ces évènements, l'ambassadeur Worf déjoue une nouvelle tentative de coup d'État liée aux rumeurs concernant la disparition du clone de Kahless. Après avoir neutralisé le terroriste Rov, il s'aperçoit néanmoins que Kahless a bien été remplacé par un hologramme à son effigie et se rend sur Terre afin d'enquêter sur cette substitution. Il parvient à élucider ce mystère, assiste à l'élection de Nanietta Bacco à la tête de la Fédération et décide simultanément de renoncer à ses fonctions d'ambassadeur au profit d'Alexander Rozhenko. Worf demande alors à réintégrer la flotte et se voir confier par l'amiral William Ross le poste d'officier en second du Titan sous le commandement de William T. Riker. Le Klingon accepte tout d'abord cette affectation mais au terme de l'affrontement entre Jean-Luc Picard et Shinzon, dans lequel il est directement impliqué, il choisit en définitive de rester sous les ordres de son ancien capitaine à bord de l’Enterprise E [Star Trek : A Time to... A Time for War, A Time for Peace par Keith R.A. DeCandido].